# Charter (police de caractères)
Charter est une police de caractères réale créée par Matthew Carter en 1987. Elle inspirée des caractères de Pierre-Simon Fournier du XVIIIe siècle et conçue pour les imprimantes laser à basse résolution (300dpi) des années 1980. En 1991, Charter est cédée au Consortium X avec une licence libre, ce qui permettra à SIL international de créer sa version étendue couvrant plus de langues et l’alphabet phonétique international : Charis. Charter est redistribuée par International Typeface Corporation en 1993. Une version étendue couvrant l’alphabet cyrillique est créée par Vladimir Yefimov chez ParaType en 1999. En 2004, Matthew Carter créé une nouvelle version avec des fonctionnalités OpenType : Charter Pro.